# Азария II
Азария (др.-евр. עזריה‬; лат. Azarias; «помощь Божья»), — иудейский первосвященник в VIII веке до н. э. при царе Озии. Упоминается в Библии (2Пар. 24:17): в сопровождении 80 священников обличал царя за то, что тот дерзнул войти в святилище, чтобы возложить фимиам на алтарь кадильный.

## Противостояние царю
Вторая книга хроник (2Пар. 26:16-20), отмечая причину проказы царя Озии (Уззии), указывает, что царь пытался совершить воскурение в храме и что Азария-священник (то есть первосвященник) с 80 священниками воспротивились ему, предостерегая, что он, как не священник, не имеет права совершать каждение (ритуальное сжигание ладана) в храме. В наказание за нечестие и присвоение себе прав священников, Озия был внезапно поражен проказой; о том же рассказывает и книга Царей (2Цар. 15:5).

## Критика
Однако родословная таблица (1Пар. 5), имеющая целью дать полный список иудейских первосвященников, не относит к царствованию Озии (Уззии) ни одного лица с именем Азарии. Точка зрения автора 2 Хрон. обнаруживает не современника эпохи царей, когда совершать жертвоприношения и воскурения входило в обязанности царя (1Цар. 9:25), а человека позднейшего, послепленного периода. Она находится в тесной связи с другими традициями, свойственными ему или его веку и часто включаемыми им в свою религиозную историю. Его цель была, очевидно, объяснить ужасное поражение царя, фигурировавшего в древних рассказах в роли справедливого и доброго правителя, а также подчеркнуть священническую мораль.